# Gif-sur-Yvette
Gif-sur-Yvette é uma comuna francesa situada a vinte e quatro quilômetros ao sudoeste de Paris, no departamento de Essonne na região da Ilha de França. É a sede do cantão de Gif-sur-Yvette.
Da aldeia celta instalada no planalto du Moulon no século VI a.C. à abadia beneditina fundada no século XII, Gif foi muito cedo um sítio agrícola e espiritual importante do Hurepoix. Localizada no vale de Chevreuse verdejante e conectada a partir de meados do século XIX à capital pela estrada de ferro, a cidade tornou-se um lugar de refúgio para os burgueses e os artistas, tais como Juliette Adam, Fernand Léger ou o duque de Windsor.
Seus habitantes são chamados Giffois.

## Geografia

### Comunas limítrofes
O território de Gif-sur-Yvette, relativamente grande e cortado é limitado por várias comunas. Ao norte fica a vila de Saint-Aubin em que a fronteira é em parte materializada pela route de Belle-Image e o chemin du Fond Fanet, ao nordeste, a fossa de Corbeville separa o comuna de Saclay, a leste, as ruas Noetzlin e Joliot-Curie, separa em dois o pólo universitário comum com Orsay. Ao sudeste fica Bures-sur-Yvette, com uma longa fronteira correndo pelo bois de Guyonnerie, a bacia de Gif-Bures e remontando até o planalto de Limours ao longo da floresta comunal de Gif para alcançar a fronteira comum com Gometz-le-Châtel ao sul, marcado pelas ruas e caminhos de Frileuse até o bairro residencial de Chevry 2. Este mesmo bairro é limítrofe a sudoeste de Gometz-la-Ville, em parte, separada pela rue des Molière e a rue de la Vacheresse até o bois de Vaugondran. Este bosque demarca a fronteira com Saint-Rémy-lès-Chevreuse que também faz fronteira com o departamento vizinho de Yvelines ao oeste, e que volta para o norte no bois de Aigrefoin. Neste bosque flui o riacho de la Cure que materializa a fronteira com a vila de Villiers-le-Bâcle ao noroeste.

### Transportes e comunicações
A linha B do RER passa pela comuna ao longo das vias da antiga linha de Sceaux que segue o curso do vale, a cidade tem duas estações, a estação de Gif-sur-Yvette, próxima do centro da cidade e a estação de Courcelle-sur-Yvette no bairro de mesmo nome. A notar que, pouco antes desta estação ficava as últimas passagens em nível da linha para permitir a passagem do chemin de Jaumeron. Esta passagem foi removido em novembro de 2012, após trabalhos pesados para permitir o RER de passar em um viaduto enquanto que carros, os pedestres e os ciclistas têm as suas próprias vias no subsolo · . A comuna também está localizado a dezessete quilômetros ao sudoeste de Paris-Orly e quarenta e seis quilômetros ao sudoeste do aeroporto de Paris-Charles-de-Gaulle, o aeroporto de Toussus-le-Noble, localizado a seis quilômetros ao norte é usado para a aviação geral e de negócios.

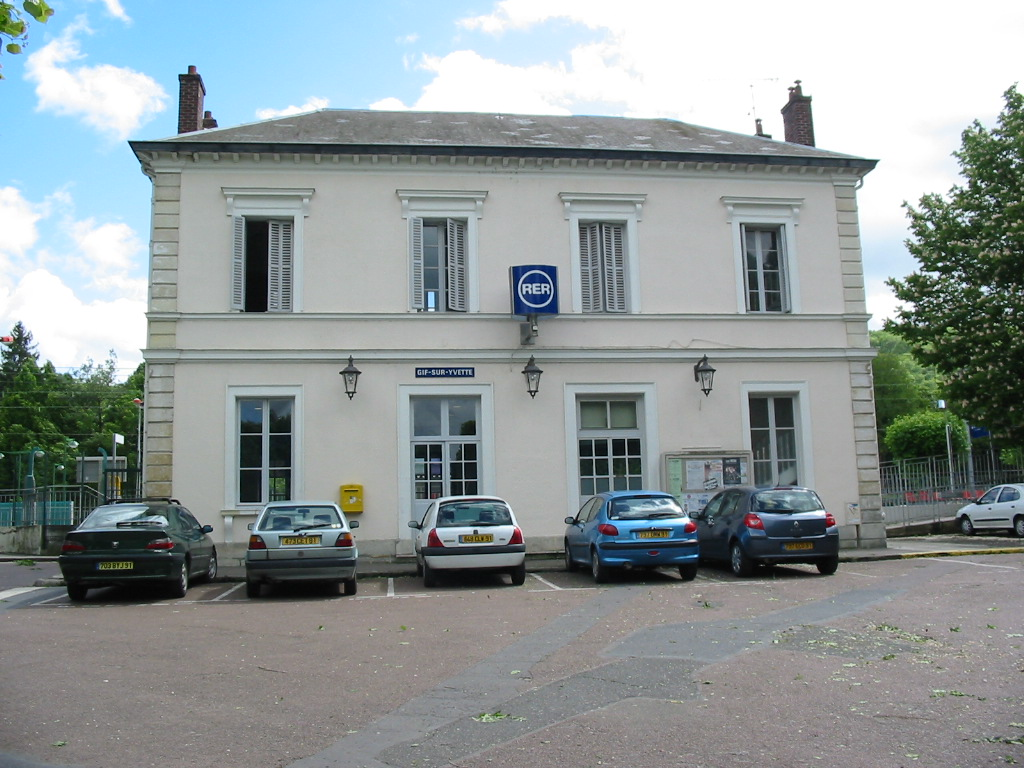
A estação de Gif-sur-Yvette.
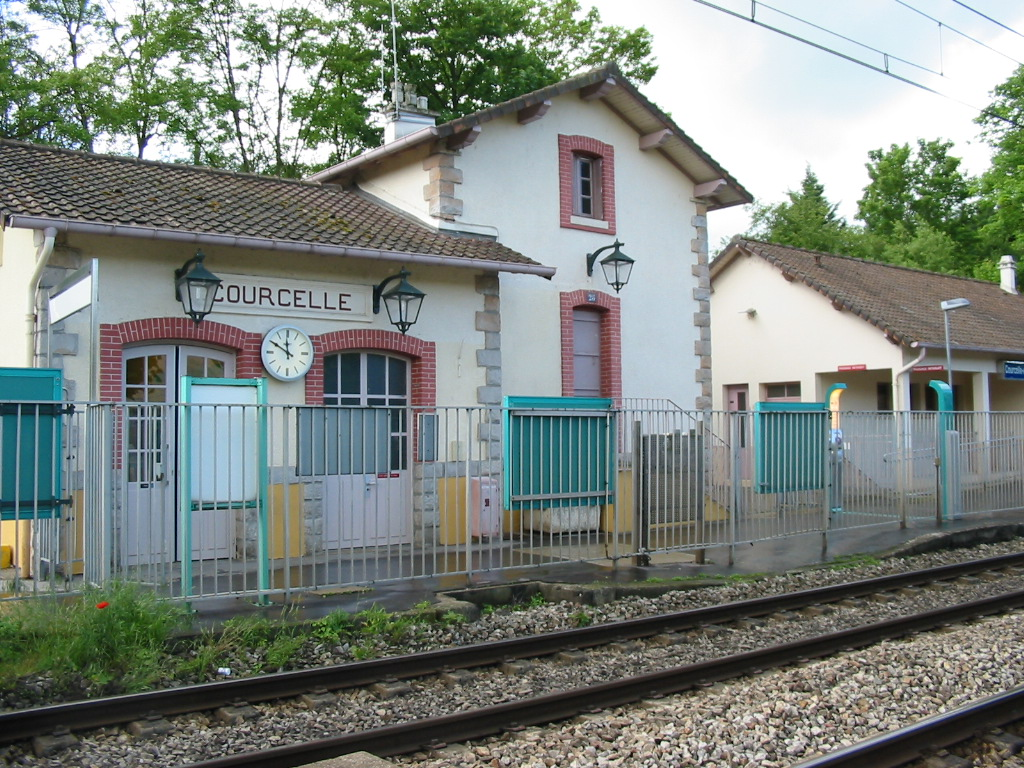
A estação de Courcelle-sur-Yvette.
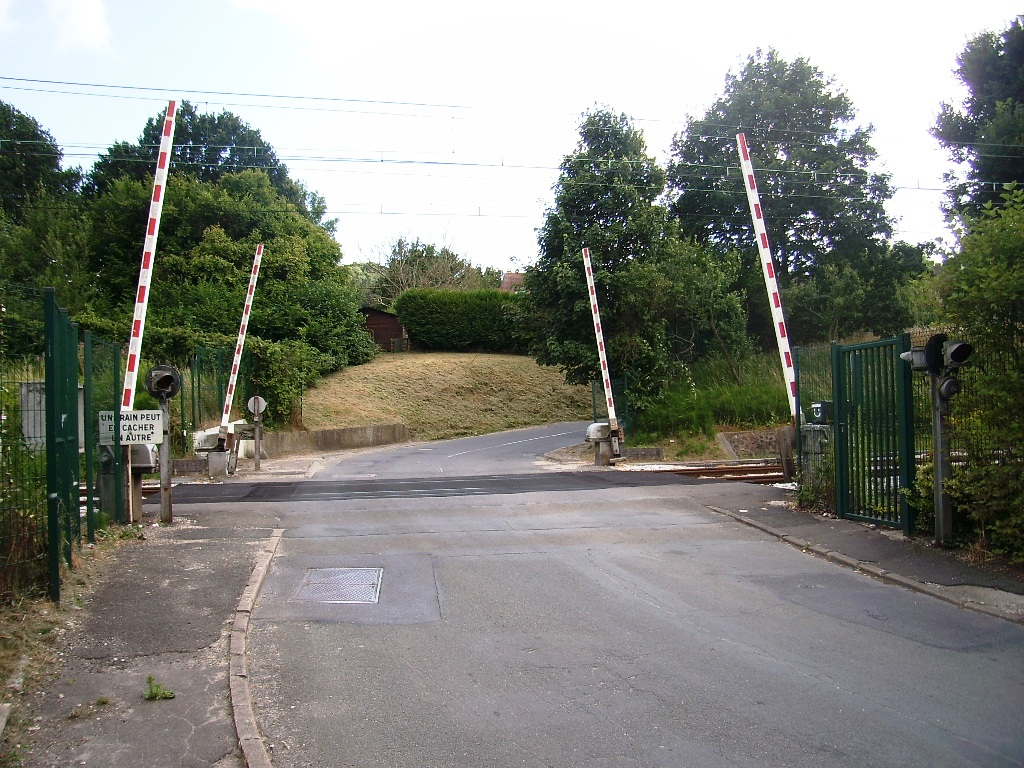
O antigo cruzamento do caminho de Jaumeron.

## Toponímia
O nome da localidade é atestado como Gito no século IX.
É um topônimo obscuro, provavelmente pré-latino que é talvez mais próximo de Gien.
O nome do rio Yvette é derivado do francês antigo ive, eva (do latim aqua) significando "água", seguido do sufixo diminutivo -ette, de onde vem o significado geral de "pequena água". A menção do nome do rio foi adicionada em 1932.

## História

### As origens
A presença humana é atestada no planalto de Moulon desde o neolítico graças a uma escavação arqueológica preventiva, durante o qual os restos de uma aldeia celta, datando do final do século VI a.C. ao início do século V a.C., foram descobertos no território comunal, em fevereiro de 2006. Foi uma grande aldeia composta de uns quinze prédios construídos de madeira, sobre pilotis, com paredes de taipa. Edifícios secundários de vocação agrícola (galpão, estábulo, celeiro) e talvez artesanal foram descobertos nas proximidades das casas. Esta vila foi parte de um paleo-paisagem agrícola, e possuía talvez uma capacidade defensiva graças à sua localização na borda do planalto. Após a invasão romana, a comuna se encontra na passagem da via romana entre Lutécia e Autricum.

### Da Idade Média à Revolução Industrial

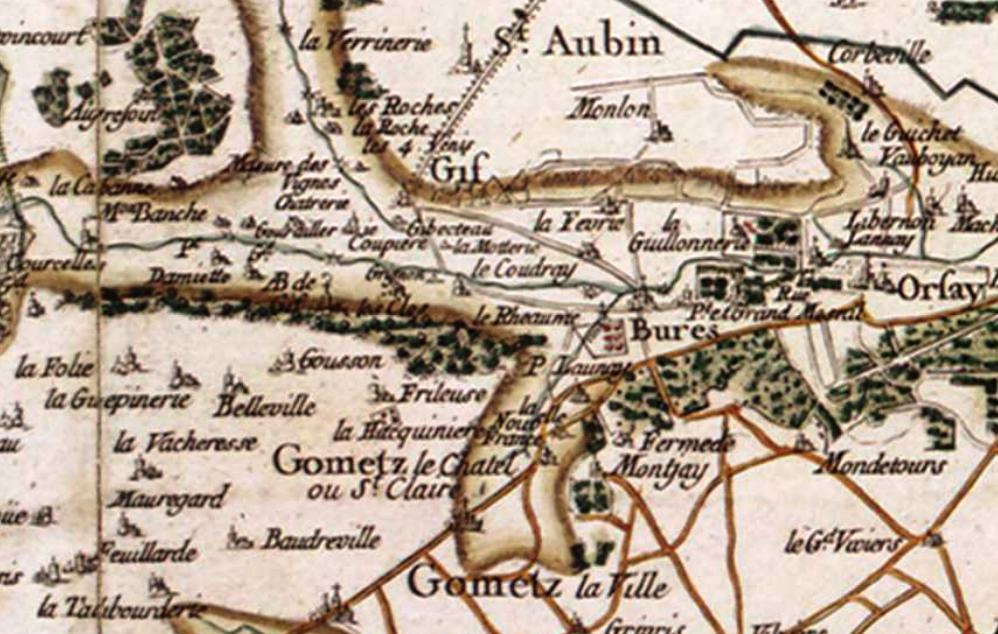
Mapa da área no século XVI por Cassini.

No século VII viu a construção de uma igreja que foi concluída no final do século IX. No século XII foi mencionada a existência da abadia de Val-de-Gif, realizada pelos beneditinos que tinha um domínio de dez hectares. A abadia foi uma restauração encomendada pelo bispo de Paris Maurice de Sully.
Vestígios de habitações no burgo atual, datando do século IX e do século XI, foram revelados quando as escavações foram realizadas em 2011.
Durante a Guerra dos Cem Anos, o território e a abadia foram devastados.
No século XVII, a abadia próxima do jansenismo foi desgraciada e o domínio repartido. Duas famílias se sucederam na cabeça do senhorio, os Mérault e depois os Débonnaire. Neste momento, o burguês parisiense Gilles de Trapu construiu o castelo de Belleville. Em 1754, Claude Mérault ordenou a construção do castelo de Button, que ele não viu terminar pois foi concluída em 1771 assim que a família Débonnaire tinha tomado posse do campo.
Durante a Revolução, a abadia foi dissolvida e vendida em 29 de janeiro de 1791 a um burguês de Versalhes que desmantelou os edifícios para vender as pedras.
No século XIX, Gif permaneceu uma vila agrícola cultivando em particular o morango no vale e os cereais nos planaltos. Equipamentos importantes foram adicionados, lavatórios, uma escola, um mercado. Em 1859, Napoleão III deu à paróquia um tablado de Louis Dauberon que representa um Ecce Homo. Em 1867, Gif foi ligada à Linha de Sceaux e sua Estação de Gif-sur-Yvette foi inaugurada em 26 de agosto de 1867. A de Courcelle (a casa do guarda-barreira que foi ampliada) foi inaugurada em 26 de agosto de 1897. Em 1831, o barão Claude François de Méneval, secretário de Napoleão , construiu o château de l'Hermitage.
Em 1882, a escritora e salonnière Juliette Adam se mudou para o antigo domínio da abadia e organizou festas literárias. Ela participou, bem como no modo das residências secundárias, construídas pelos burgueses parisienses no vale de Chevreuse.

### História contemporânea
Em 1912, Edouard Noetzlin, diretor do Banque de Paris et des Pays-Bas, adquiriu o castelo de Button. Após a Primeira Guerra Mundial que viu a perda de quarenta e cinco Giffois, a comuna de Gif conheceu um importante crescimento demográfico. A cidade tomou o nome de Gif-sur-Yvette em 1932. Em 24 de julho de 1921 foi inaugurado um monumento aos mortos comunal. Em 1922, o castelo de Belleville foi transformado em uma escola agrícola e controlado por seu proprietário Léontine Thome. Em 1938, a comuna comprou o Château de l’Ermitage para instalar a prefeitura.
Em 1946, o Centre national de la recherche scientifique comprou do filho de Edward Noetzlin, o geólogo Jacques Noetzlin a propriedade de Button para construir laboratórios de pesquisa, como o Phytotron. Instalações de função do Commissariat à l'énergie atomique foram construídas na propriedade do Val Fleury, adquirida em 1947. Em 1952, Fernand Léger comprou a antiga guinguette du Gros Tilleul para aí instalar sua oficina. Ao mesmo tempo se estabeleceram no moulin de la Tuilerie o duque de Windsor e Wallis Simpson.
Nos anos 1960 e 1970, Gif conheceu um importante desenvolvimento demográfico. No início da década de 1960, o município decidiu construir um vasto conjunto de habitação misturando HLM, "imóveis de renda normal", e apartamentos para aquisição de propriedade. Ela adquiriu então um terreno virgem de 17 ha na localização do jardim da antiga abadia. De acordo com Robert Trimbach, prefeito de 1959 a 2001, foi criar " um jardim em que se habita e vivemos", os carros podem ser estacionados a distância e os edifícios estariam em espaços verdes abertos com caminhos para pedestres. Os primeiros habitantes deste programa de 600 casas se estabeleceram em 1967. Equipamentos públicos se seguiram : centro social, em 1968, escola, em 1969, biblioteca, em 1970. Outro grande projeto que começou em 1969 : a criação de uma zona de habitação predominantemente residencial "em estilo americano" no planalto sul do vale, que viria a ser o bairro de Chevry. A área considerada foi localizada em três municípios : Gometz-la-Ville (52 %), Gif-sur-Yvette (42 %) e Gometz-le-Châtel (5 %). Os três municípios criaram uma zone d'aménagement concerté (ZAC), em que a conexão inteira em Gif-sur-Yvette foi finalmente decidida em 1974.
Em 1972, a antiga casa de Fernand Léger acolheu os diplomatas Henry Kissinger e Lê Đức Thọ para negociar os Acordos de Paz de Paris. Em 1974 se estabeleceram no planalto du Moulon a École supérieure d'électricité, confirmando a vocação da cidade nas áreas de ciências e educação. Em 1976, concluiu a aquisição do bairro de Chevry comprando da cidade de Gometz-la-Ville, o castelo de Belleville para instalar uma casa de associações.
Em 1985, a igreja Saint-Rémi se beneficiou uma campanha de restauração.
Em 2003, a comuna comprou o château du Val Fleury. A 29 de abril de 2007, a cidade sofreu muito forte trovões, tempestades, levando a uma inundação de imprevistos, cursos de água, levando à evacuação de mais de duas centenas de pessoas. O bairro no centro da cidade, onde flui o Mérantaise foi inundado, a água subiu dois metros em alguns lugares.

## Geminação
Gif-sur-Yvette tem desenvolvido associações de geminação com:
- Olpe (Alemanha), localizado em 485 km.[17]

## Cultura e património

### Patrimônio ambiental

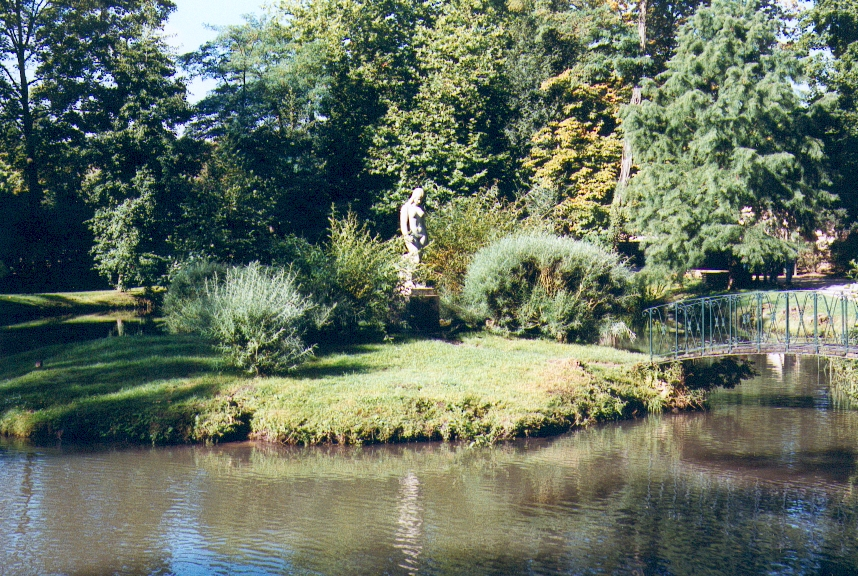
O bloco do parque da cidade.

O território de Gif-sur-Yvette goza de um ambiente natural relativamente intocado e destacado com perto de 20 %, ou cerca de duzentos e trinta hectares da área coberta por áreas arborizadas dividido entre o bosque da Hacquinère, Aigrefoin e Fèvrie. Quatorze quilômetros de pista de ciclistas e quarenta quilômetros de rotas de pedestres em toda a cidade, seis sinalizado passeios foram organizados em conjunto para atravessar os espaços verdes, ao qual é adicionado o layout do caminho GR 655, correspondente ao atual caminho de peregrinação de Santiago de Compostela que atravessa a cidade a seguir o vale do Yvette e a pista de caminhada dos Países da Hurepoix, que liga o vale do Bièvre, para o Essonne, através do Yvette, o Orge, e o Juine. A bacia do Coupières, o parque da Prefeitura e o Belvedere também dispõe de espaços verdes. Gif-sur-Yvette é parte do Parque Natural Regional do Alto Vale do Chevreuse desde 5 de novembro de 2011. A madeira e piscinas comuns Coupières e de Bagaço foram submetidos a uma classificação pelo departamento de áreas naturais sensíveis, a concessão para o município uma área de preempção. O parque do castelo de Button, propriedade do CNRS está equipado com estufas para a pesquisa biológica e benefícios da classificação de refúgio para espécies de aves desde 1991.

### Patrimônio arquitetônico
O patrimônio arquitetônico de Gif-sur-Yvette é composto por vários edifícios:
- A igreja Saint-Rémi, listado monumentos históricos desde 21 de dezembro de 1938.[22]
- A Antiga Abadia de Val-de-Gif : ainda há edifícios da antiga abadia de Val-de-Gif - fundada pelos monges beneditinos no século XII, incluindo a fazenda[23] e o moinho.[24]
- O antigo Castelo de l'Hermitage : A câmara municipal atualmente ocupa o antigo castelo de l'Hermitage, decorado em estilo Império
- o Castelo de Button : o Centre national de la recherche scientifique ocupa o castelo de Botão, do século XVIII, construído pelo arquiteto de Luís XV, Pierre Desmaisons para Claude Merault, senhor de Gif e Châteaufort em estilo clássico. Encomendado em 1754, o castelo não foi concluído até 1777, em um parque inspirado pelas conquistas de André Le Nôtre, realizado por Pillet. Renda de Pierre-Charles Manso, entretanto, ele passa entre as mãos de seu filho caçula, em 1788 e, em seguida, tornou-se propriedade de várias pessoas que ampliar a área para chegar sessenta e sete hectares à venda no CNRS, em 1946.[25][26]
- O Château du Val Fleuri (Particular)
- O lavanderia de Courcelle, construído em 1876[27] e Gibeciaux em 1805[28] complemento a este património.

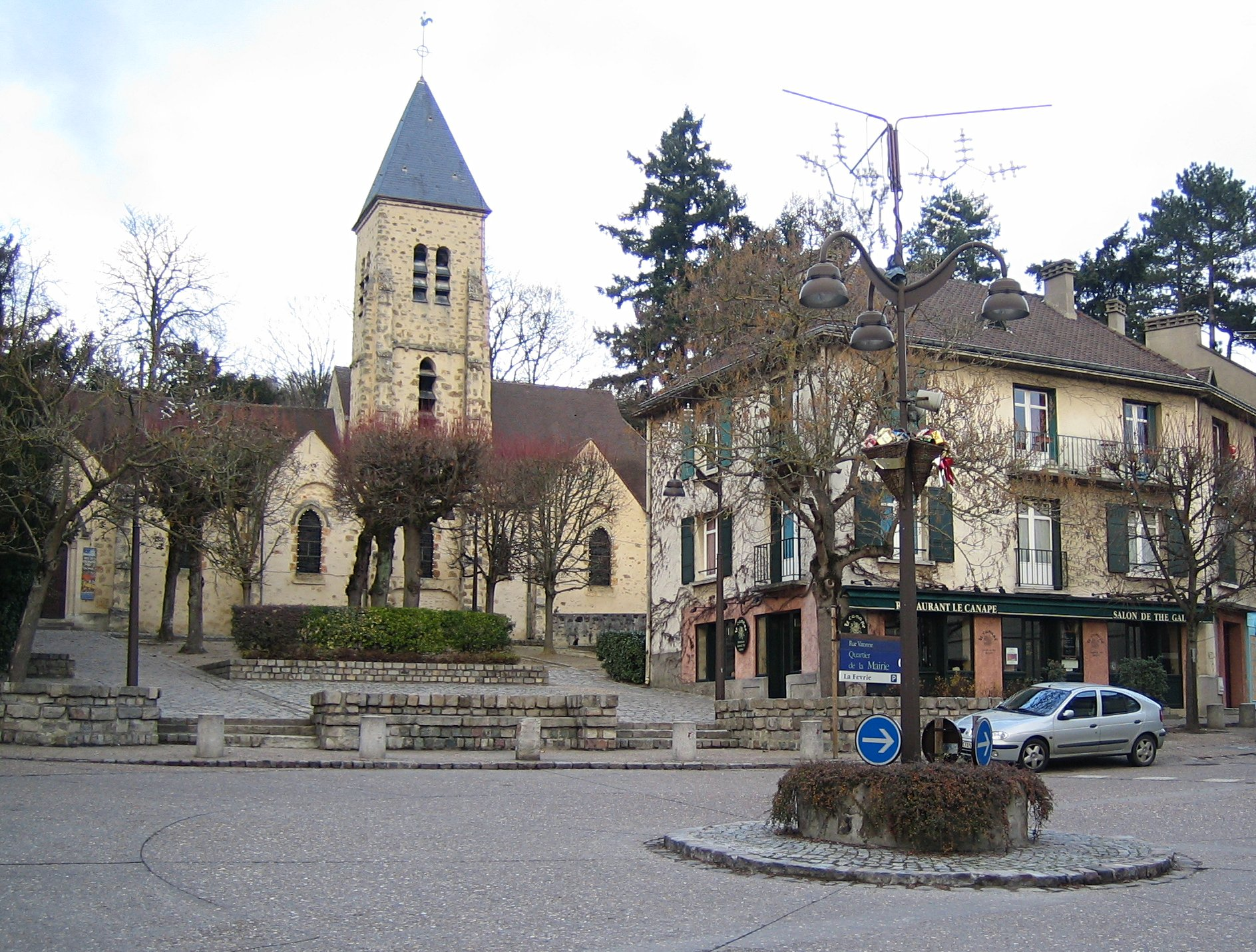
A igreja de Saint-Rémi e a praça da igreja.
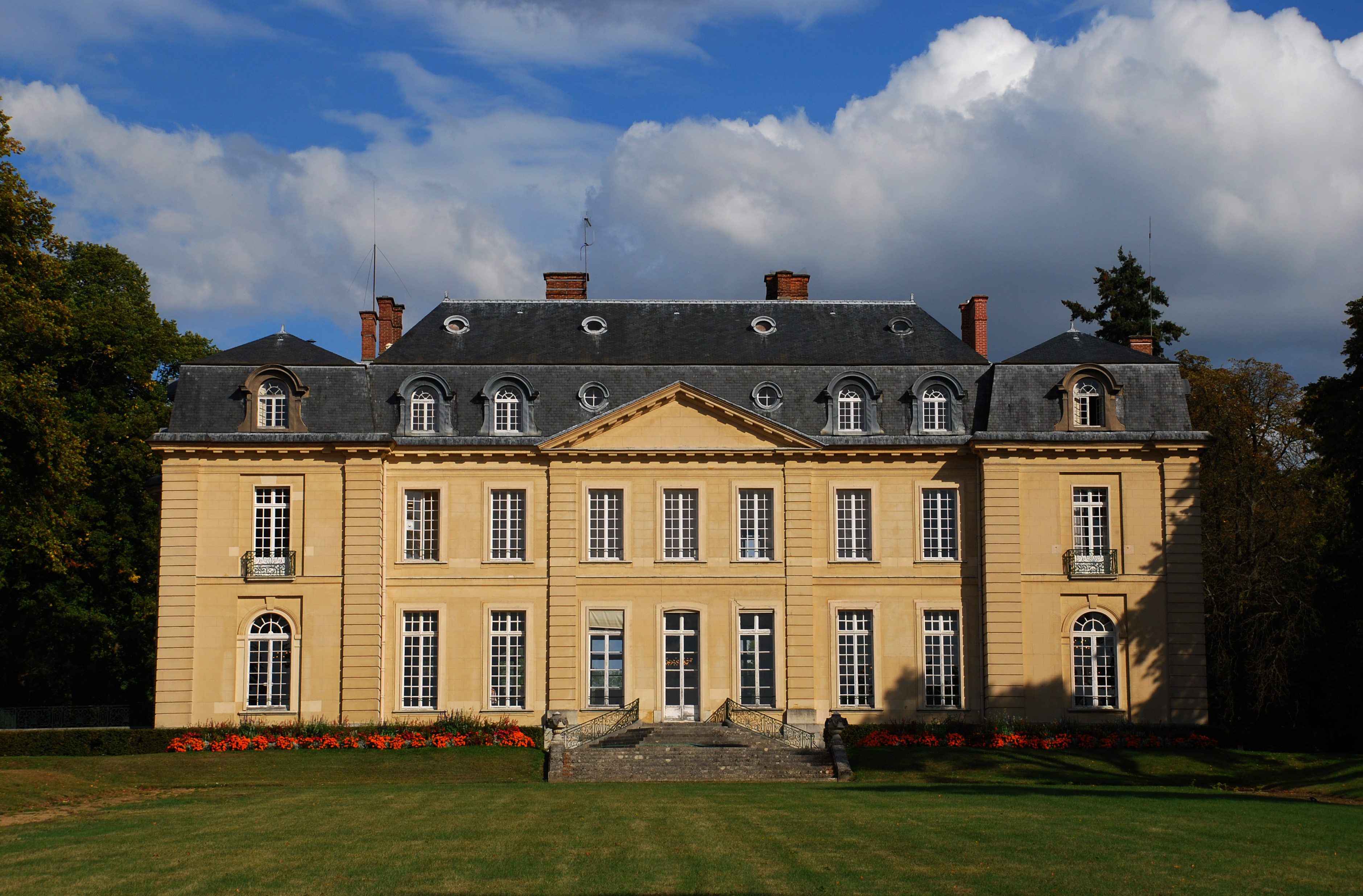
O castelo de Button.
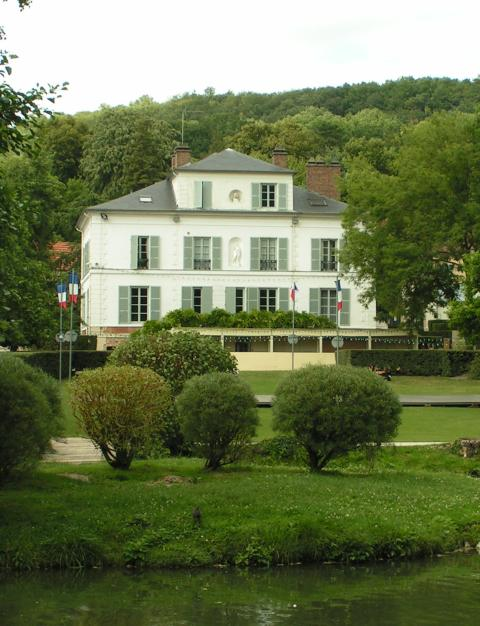
O castelo de l'Hermitage, visto do parque.
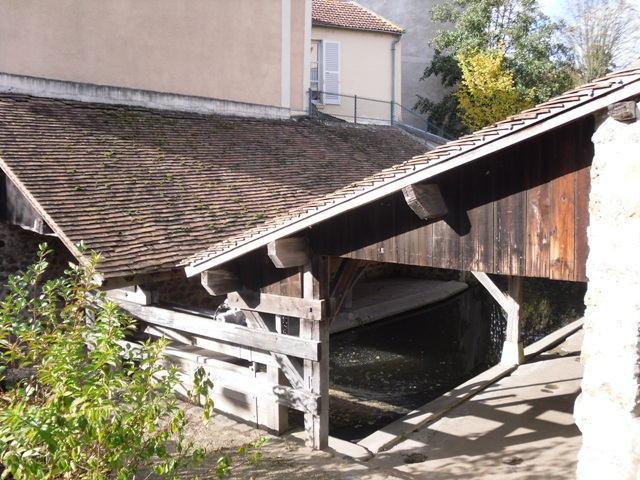
A lavanderia de Gibeciaux.

### Personalidades ligadas à comuna
Várias figuras públicas nasceram, morreram, ou já viveram em Gif-sur-Yvette :
- Juliette Adam (1836-1936), escritora e salonnière feminista, viviam aí na área da Abadia.
- Arthur Levasseur (1875-1955), político.

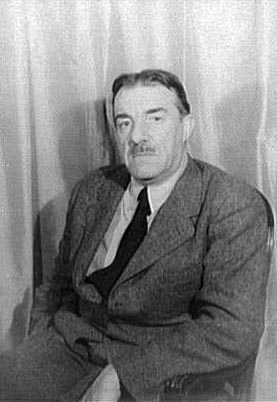
Fernand Léger, em 1936.

- Fernand Léger (1881-1955), artista pintor.
- Eduardo VIII do Reino Unido (1894-1972).
- Wallis Simpson (1896-1986), duquesa de Windsor e esposa do precedente.
- Edgar Lederer (1908-1988), bioquímico.
- Lê Đức Thọ (1911-1990), político e diplomata vietnamita e Henry Kissinger (1923-), diplomata americano, negociaram os Acordos de Paz de Paris.
- Haroun Tazieff (1914-1998), vulcanólogo e geólogo.
- Jean Bottéro (1914-2007), historiador assiriólogo.
- Piotr Slonimski (1922-2009), biologista e genético.